# Fuscocephaloziopsis biloba
Fuscocephaloziopsis biloba är en bladmossart som först beskrevs av Theodor Carl Karl Julius Herzog, och fick sitt nu gällande namn av Fulford. Fuscocephaloziopsis biloba ingår i släktet Fuscocephaloziopsis och familjen Cephaloziaceae.
Artens utbredningsområde är Colombia. Inga underarter finns listade i Catalogue of Life.